# Cronologia da temporada de furacões no Pacífico de 2009
Abaixo está a cronologia da temporada de furacões no Pacífico de 2009, documentando todas as formações de tempestade, incluindo as transformações (fortalecimento, enfraquecimento, dissipação, transição para extratropical). Também é documentado aqui o momento em que uma tempestade atinge terras emersas. A temporada de furacões no Pacífico de 2009 oficialmente começou em 15 de Maio de 2009 e terminará em 30 de Novembro. Para conveniência e claridade, na lista abaixo, todas as vezes que uma tempestade atingir terras emersas, será destacado aqui em negrito.
O gráfico abaixo indica de forma clara a intensidade e a duração de cada tempestade em relação à temporada.

## Maio
15 de maio
- 00:00 (UTC): A temporada de furacões no Pacífico Nordeste de 2009 começa oficialmente.

## Junho
1 de junho
- 00:00 (UTC): A temporada de furacões no Pacífico Centro-Norte começa oficialmente.

18 de junho
- 15:00 (UTC): A depressão tropical Um-E forma-se a cerca de 595 km a sul-sudoeste de Mazatlán, México.[1]

20 de junho
- 00:00 (UTC): A depressão tropical Um-E dissipa-se assim que faz landfall na cota do estado mexicano de Sinaloa.[2]

21 de junho
- 21:00 (UTC): A depressão tropical Dois-E forma-se a cerca de 335 km a sul de Zihuatanejo, México.[3]

22 de junho
- 03:00 (UTC): A depressão tropical Dois-E intensifica-se para a tempestade tropical Andres.[4]

23 de junho
- 21:00 (UTC): A tempestade tropical Andres fortalece-se para o furacão Andres, o primeiro furacão da temporada de 2009.[5]

24 de junho
- 03:00 (UTC): O furacão Andres enfraque-se para uma tempestade tropical.[6]
- 18:00 (UTC): A tempestade tropical Andres enfraquece-se para uma depressão tropical.[7]
- 21:00 (UTC): A depressão tropical Andres degenera-se para uma área de baixa pressão rermanescente e o NHC emite seu aviso final sobre o sistema.[8]

## Julho
6 de julho
- 12:30 (UTC): A tempestade tropical Blanca forma-se a 675 km a sul-sudoeste do extremo sul da Península da Baixa Califórnia.[9]

8 de julho
- 09:00 (UTC): A tempestade tropical Blanca enfraquece-se para a depressão tropical Blanca.[10]

9 de julho
- 03:00 (UTC): A depressão tropical Blanca degenera-se para uma área de baixa pressão remanescente, e o NHC emite seu aviso final sobre o sistema.[11]

10 de julho
- 09:00 (UTC): A depressão tropical Quatro-E forma-se a 1.440 km a sul do extremo sul da Península da Baixa Califórnia.[12]
- 21:00 (UTC): A depressão tropical Quatro-E fortalece-se para a tempestade tropical Carlos.[13]

11 de julho
- 21:00 (UTC): A tempestade tropical Carlos fortalece-se para o furacão Carlos.[14]

12 de julho
- 21:00 (UTC): O furacão Carlos enfraquece-se para a tempestade tropical Carlos.[15]

14 de julho
- 03:00 (UTC): A depressão tropical Cinco-E forma-se a cerca de 1.090 km a sul-sudoeste do extremo sul da Península da Baixa Califórnia.[16]
- 10:00 (UTC): A tempestade tropical Carlos volta a se fortalecer para o furacão Carlos.[17]
- 21:00 (UTC): O furacão Carlos intensifica-se para um furacão de categoria 2 na escala de furacões de Saffir-Simpson.[18]

15 de julho
- 15:00 (UTC): O furacão Carlos enfraquece-se para um furacão de categoria 1 na escala de furacões de Saffir-Simpson.[19]

A depressão tropical Cinco-E fortalece-se para a tempestade tropical Dolores.
- 21:00 (UTC): O furacão Carlos enfraquece-se novamente para a tempestade tropical Carlos.[17]

16 de julho
- 09:00 (UTC): A tempestade tropical Carlos enfraquece-se para a depressão tropical Carlos.[21]
- 21:00 (UTC): A depressão tropical Carlos degenera-se para uma área de baixa pressão remanescente, e o NHC emite seu aviso final sobre o sistema.[22]

A tempestade tropical Dolores enfraquece-se para a depressão tropical Dolores.
17 de julho
- 03:00 (UTC): A depressão tropical Dolores enfraquece-se para uma área de baixa pressão remanescente, e o NHC emite seu aviso final sobre o sistema.[24]

30 de julho
- 15:00 (UTC): A depressão tropical Seis-E forma-se a cerca de 1.855 km a leste-sudeste de Hilo, Havaí.[25]
- 21:00 (UTC): A depressão tropical Seis-E fortalece-se para a tempestade tropical Lana, a primeira tempestade tropical dotada de nome ativa no Pacífico Central na temporada de 2009.

## Agosto
2 de agosto
- 03:00 (UTC): A tempestade tropical Lana enfraquece-se para a depressão tropical Lana.[26]

3 de agosto
- 14:00 (UTC): Forma-se, a cerca de 1.185 km a sul-sudoeste do extremo sul da Península da Baixa Califórnia, a depressão tropical Sete-E.[27]
- 15:00 (UTC): A depressão tropical Lana degenera-se para uma área de baixa pressão remanescente, e o CPHC emite seu aviso final sobre o sistema.[28]

4 de agosto
- 03:00 (UTC): A depressão Tropical Sete-E fortalece-se para a tempestade tropical Enrique.[29]
- 03:00 (UTC): Forma-se, a cerca de 1.825 km a sudoeste do extremo sul da Península da Baixa Califórnia, a depressão tropical Oito-E.[30]
- 15:00 (UTC): A depressão tropical Oito-E intensifica-se para a tempestade tropical Felicia.[31]
- 17:00 (UTC): A tempestade tropical Felicia fortale-se para o furacão Felicia.[32]

5 de agosto
- 03:00 (UTC): O furacão Felicia intensifica-se para um furacão de categoria 2.[33]
- 15:00 (UTC): O furacão Felicia torna-se o primeiro grande furacão da temporada quando intensificou-se para um furacão de categoria 3 na escala de furacões de Saffir-Simpson.[34]

6 de agosto
- 03:00 (UTC): O furacão Felicia intensifica-se para um furacão de categoria 4.[35]
- 15:00 (UTC): A tempestade tropical Enrique enfraquece-se para a depressão tropical Enrique.[36]

7 de agosto
- 09:00 (UTC): O furacão Felicia enfraquece-se para um furacão de categoria 3.[37]
- 15:00 (UTC): O furacão Felicia enfraquece-se para um furacão de categoria 2.[38]
- 21:00 (UTC): A depressão tropical Enrique se degenera para uma área de baixa pressão remanescente, e o NHC emite seu aviso final sobre o sistema.[39]

8 de agosto
- 09:00 (UTC): O furacão Felicia enfraquece-se para um furacão de categoria 1.[40]

9 de agosto
- 15:00 (UTC): O furacão Felicia enfraquece-se para a tempestade tropical Felicia.[41]
- 21:00 (UTC): A depressão tropical Nove-E forma-se a cerca de 1.475 km a sudoeste do extremo sul da Península da Baixa Califórnia.[42]

11 de agosto
- 03:00 (UTC): A depressão tropical Um-C forma-se a cerca de 405 km a sul-sudoeste do Atol de Johnston.[43]
- 15:00 (UTC): A depressão tropical Um-C intensifica-se para a tempestade tropical Maka.[44]

:A tempestade tropical Felicia enfraquece-se para a depressão tropical Felicia.
- 21:00 (UTC): A depressão tropical Felicia degenera-se para uma área de baixa pressão remanescente, e o CPHC emite seu aviso final sobre o sistema.[46]

12 de agosto
- 03:00 (UTC): A tempestade tropical Maka enfraquece-se para a depressão tropical Maka.[47]
- 15:00 (UTC): A depressão tropical Maka degenera-se para uma área de baixa pressão remanescente, e o CPHC emite seu aviso final sobre o sistema.[48]
- 16:00 (UTC): A depressão tropical Dez-E forma-se a cerca de 1.085 km a sudoeste do extremo sul da Península da Baixa Califórnia.[49]

13 de agosto
- 00:00 (UTC): A depressão tropical Dez-E intensifica-se para a tempestasde tropical Guillermo.[50]
- 03:00 (UTC): A depressão tropical Nove-E degenera-se para uma área de baixa pressão remanescente, e o NHC emite seu aviso final sobre o sistema.[51]

14 de agosto
- 09:00 (UTC): A tempestade tropical Guillermo intensifica-se para o furacão Guillermo.[52]
- 21:00 (UTC): O furacão Guillermo intensifica-se para um furacão de categoria 2.[53]

15 de agosto
- 05:30 (UTC): O furacão Guillermo torna-se um grande furacão assim que atinge a intensidade de um furacão de categoria 3 na escala de furacões de Saffir-Simpson.[54]
- 21:00 (UTC): O furacão Guillermo enfraquece-se para um furacão de categoria 2.[55]

16 de agosto
- 21:00 (UTC): O furacão Guillermo enfraquece-se para um furacão de categoria 1.[56]

17 de agosto
- 03:00 (UTC): O furacão Guillermo enfraquece-se para a tempestade tropical Gullermo.[57]

19 de agosto
- 21:00 (UTC): A tempestade tropical Guillermo enfraquece-se para a depressão tropical Guillermo.[58]

20 de agosto
- 03:00 (UTC): A depressão tropical Guillermo degenera-se para uma área de baixa pressão remanescente, e o CPHC emite seu aviso final sobre o sistema.[59]

22 de agosto
- 15:00 (UTC): A depressão tropical Onze-E forma-se a cerca de 2.050 km a leste-sudeste de Hilo, Havaí.[60]
- 21:00 (UTC): A depressão tropical Onze-E intensifica-se para a tempestade tropical Hilda.[61]

24 de agosto
- 13:00 (UTC): Forma-se a cerca de 1.100 km do extremo sul da Península da Baixa Califórnia a depressão tropical Doze-E.[62]

25 de agosto
- 03:00 (UTC): A depressão tropical Doze-E intensifica-se para a tempestade tropical Ignacio.[63]

26 de agosto
- 09:00 (UTC): A tempestade tropical Ignacio enfraquece-se para a depressão tropical Ignacio.[64]
- 15:00 (UTC): A depressão tropical Ignacio degenera-se para uma área de baixa pressão remanescente, e o NHC emite seu aviso final sobre o sistema.[65]
- 15:00 (UTC): A tempestade tropical Hilda enfraquece-se para a depressão tropical Hilda.[66]

28 de agosto
- 03:00 (UTC): A depressão tropical Hilda degenera-se para uma área de baixa pressão remanescente, e o CPHC emite seu aviso final sobre o sistema.[67]

29 de agosto
- 03:00 (UTC): A depressão tropical Treze-E forma-se a cerca de 405 km a sul-sudoeste de Acapulco, México.[68]
- 03:00 (UTC): Forma-se a cerca de 1.370 km a oeste-sudoeste de Kauai, Havaí, a depressão tropical Dois-C.[69]
- 09:00 (UTC): A depressão tropical Treze-E intensifica-se para a tempestade tropical Jimena.[70]
- 15:00 (UTC): A depressão tropical Quatorze-E forma-se a cerca de 1.635 km a sudoeste do extremo sul da Península da Baixa Califórnia.[71]
- 15:00 (UTC): A tempestade tropical Jimena intensifica-se para o furacão Jimena.[72]
- 21:00 (UTC): O furacão Jimena intensifica-se para um furacão de categoria 2.[73]
- 21:00 (UTC): A depressão tropical Quatorze-E intensifica-se para a tempestade tropical Kevin.[74]
- 21:00 (UTC): O CPHC emite seu aviso final sobre a depressão tropical Dois-C assim que o sistema sai de sua área de responsabilidade.[75]

30 de agosto
- 09:00 (UTC): O furacão Jimena torna-se um grande furacão assim que alcança a intensidade de um furacão de categoria 3 na escala de furacões de Saffir-Simpson.[76]
- 15:00 (UTC): O furacão Jimena intensifica-se para um furacão de categoria 4.[77]

31 de agosto
- 15:00 (UTC): A Tempestade Tropical Kevin enfraquece-se para uma depressão tropical.[78]

## Setembro
1 de setembro
- 21:00 (UTC) - A depressão tropical Kevin degenera-se para uma área de baixa pressão remanescente e o NHC seu último aviso sobre o sistema.[78]

2 de setembro
- 03:00 (UTC): O furacão Jimena enfraquece-se para um furacão de categoria 3.[79]
- 06:00 (UTC): O furacão Jimena enfraquece-se para um furacão de categoria 2.[80]
- 19:00 (UTC): O furacão Jimena faz landfall entre Puerto San Andersito e San Juanico, México, com ventos máximos sustentados de 165 km/h.[81]
- 21:00 (UTC): O furacão Jimena enfraquece-se para um furacão de categoria 1.[81]

3 de setembro
- 03:00 (UTC): O furacão Jimena enfraquece para uma tempestade tropical.[82]

4 de setembro
- 12:00 (UTC) - A tempestade tropical Jimena degenera-se para uma área de baixa pressão remanescente.[83]

7 de setembro
- 09:00 (UTC): Forma-se a cerca de 1840 km a oeste-sudoeste do extremo sul da península da Baixa Califórnia a depressão tropical Quinze-E.[84]
- 21:00 (UTC): A depresssão tropical Quinze-E intensifica-se para a tempestade tropical "Linda".[85]

10 de setembro
- 03:00 (UTC): A tempestade tropical Linda intensifica-se para o furacão Linda.[86]

11 de setembro
- 03:00 (UTC): O furacão Linda enfraquece-se para uma tempestade tropical.[87]

12 de setembro
- 03:00 (UTC): A tempestade tropical Linda enfraquece-se para uma depressão tropical.[87]

13 de setembro
- 03:00 (UTC): A depressão tropical Linda degenera-se para uma área de baixa pressão remanescente, e o NHC emite seu aviso final sobre o sistema.[87]

15 de setembro
- 11:30 (UTC): Forma-se a cerca de 545 km a sul-sudoeste de Cabo San Lucas, México, a depressão tropical Dezesseis-E.[88]
- 15:00 (UTC): A depressão tropical Dezesseis intensifica-se para a tempestade tropical "Marty".[89]

19 de setembro
- 09:00 (UTC): A tempestade tropical Marty enfraquesse para uma depressão tropical.[89]
- 21:00 (UTC): A depressão tropical Marty degenera-se para uma área de baixa pressão remanescente e o NHC emite seu aviso final sobre o sistema.[89]

23 de setembro
- 03:00 (UTC): Forma-se a cerca de 1005 km a sudoeste do extremo sul da peninsula da Baixa Califórnia a depressão tropical Dezessete-E.[90]
- 09:00 (UTC): A depressão tropical Dezessete-E intensifica-se para a tempestade tropical "Nora".[91]

25 de setembro
- 03:00 (UTC): A tempestade tropical Nora enfraquece-se para uma depressão tropical.[91]
- 09:00 (UTC): A depressão tropical Nora degenera-se para uma área de baixa pressão remanescente e o NHC emite seu aviso final sobre o sistema.[92]

### Outubro
1 de outubro
- 15:00 (UTC): Forma-se a cerca de 935 km a oeste-sudoeste do extremo sul da península da Baixa Califórnia a depressão tropical Dezoito-E.[93]
- 21:00 (UTC): A depressão tropical Dezoito-E intensifica-se para a tempestade tropical Olaf.[94]

3 de outubro
- 15:00 (UTC): A tempestade tropical Olaf enfraquece-se para uma depressão tropical.[94]

4 de outubro
- 03:00 (UTC): A depressão tropical Olaf degenera-se para uma área de baixa pressão remanescente, e o NHC emitiu seu aviso final sobre o sistema.[94]

11 de outubro
- 18:00 (UTC): Forma-se, a cerca de 640 km a sul-sudeste do extremo sul da Península da Baixa Califórnia, a depressão tropical Dezenove-E.[95]

12 de outubro
- 03:00 (UTC): A depressão tropical Dezenove-E intensifica-se para a tempestade tropical Patricia.[96]

13 de outubro
- 06:00 (UTC): A tempestade tropical Patricia enfraquece-se para uma depressão tropical.[97]

14 de outubro
- 09:00 (UTC): A depressão tropical Patricia degenera-se para uma área de baixa pressão remanescente e o NHC emite seu aviso final sobre o sistema.[98]

15 de outubro
- 21:00 (UTC): Forma-se a 620 km a sul-sudeste de Acapulco, México, a depressão tropical Vinte-E.[99]

16 de outubro
- 03:00 (UTC): A depressão tropical Vinte-E intensifica-se para a tempestade tropical Rick.[100]
- 15:00 (UTC): A tempestade tropical Rick intensifica-se para um furacão.[101]

17 de outubro
- 03:00 (UTC): O furacão Rick intensifica-se para um furacão de categoria 2.[102]
- 09:00 (UTC): O furacão Rick torna-se um "grande furacão" ao se intensificar para um furacão de categoria 3 na escala de furacões de Saffir-Simpson.[103]
- 09:37 (UTC): O furacão Rick intensifica-se para um furacão de categoria 4.[104]
- 22:10 (UTC): O furacão Rick torna-se um furacão extremamente perigoso de categoria 5, tornando-se o mais intenso furacão no Pacífico Nordeste desde o furacão Kenna em 2002.[105]

18 de outubro
- 21:00 (UTC): Forma-se a cerca de 1.455 km a sul-sudeste de Honolulu, Havaí, a depressão tropical três-C.[106]

19 de outubro
- 03:00 (UTC): O furacão Rick enfraquece-se para um furacão de categoria 4.[107]
- 09:00 (UTC): O furacão Rick enfraquece-se para um furacão de categoria 3.
- 15:00 (UTC): A depressão tropical Três-C intensifica-se para a tempestade tropical "Neki".[108]
- 18:00 (UTC): O furacão Rick deixa de ser um grande furacão ao se enfraquecer para um furacão de categoria 2.[109]

20 de outubro
- 00:00 (UTC): O furacão Rick enfraquece-se para um furacão de categoria 1.
- 03:00 (UTC): O furacão Rick enfraquece-se para uma tempestade tropical.[110]

21 de outubro
- 00:00 (UTC): A tempestade tropical Neki intensifica-se para um furacão.[111]
- 14:00 (UTC): A tempestade tropical Rick faz landfall perto de Mazatlán, México, com ventos de até 90 km/h.[112]
- 15:00 (UTC): O furacão Neki intensifica-se para um furacão de categoria 2.[113]
- 15:00 (UTC): A tempestade tropical Rick enfraquece-se para uma depressão tropical.[114]
- 21:00 (UTC): A depressão tropical Neki degenera-se para uma área de baixa pressão remanescente e o NHC emite seu aviso final sobre o sistema.[115]
- 21:00 (UTC): O furacão Neki torna-se um "grande furacão" ao se intensificar para um furacão de categoria 3 na escala de furacões de Saffir-Simpson.[116]

22 de outubro
- 21:00 (UTC): O furacão Neki enfraquece-se para um furacão de categoria 2.

23 de outubro
- 06:00 (UTC): O furacão Neki enfraquece-se para um furacão de categoria 1.[117]

- 15:00 (UTC): O furacão Neki enfraquece-se para uma tempestade tropical.[118]

26 de outubro
- 21:00 (UTC): A tempestade tropical Neki enfraquece-se para uma depressão tropical.[119]

26 de outubro
- 03:00 (UTC): A depressão tropical Neki degenera-se para uma área de baixa pressão remanescente, e o CPHC emite seu aviso final sobre o sistema.[120]